# Primarias presidenciales de la Alianza para el Trabajo, la Justicia y la Educación de 1998
Las elecciones primarias abiertas de la Alianza para el Trabajo, la Justicia y la Educación se realizaron el 29 de noviembre de 1998 para escoger al candidato presidencial que la Alianza presentaría en las elecciones del año entrante. Fueron las únicas primarias abiertas que se celebrarían durante la breve existencia de la coalición (1997-2001). El Frente País Solidario (FREPASO), presentó a Graciela Fernández Meijide como candidata, mientras que la Unión Cívica Radical, el partido más grande de la Alianza, presentó a Fernando de la Rúa.
De la Rúa obtuvo una aplastante victoria con casi el 64% de los votos, superando ampliamente a Meijide, que obtuvo solo el 36%. Los medios de comunicación acacharon la victoria de De la Rúa al hecho de que la UCR, incluso sufriendo una fuerte crisis interna, representaba mejor a la clase política de la época por su trayectoria previa. Luego de la victoria de De la Rúa, el frepasista Carlos "Chacho" Álvarez anunció que sería el compañero de fórmula del candidato, para reforzar la unidad de la coalición. La fórmula De la Rúa-Álvarez obtendría un triunfo aplastante en las presidenciales. Sin embargo, renunciaría en octubre de 2000, precisamente debido a sus discrepancias con De la Rúa y las denuncias de corrupción en el Senado. El propio De la Rúa no lograría completar su mandato, pues el 20 de diciembre de 2001 renunciaría tras una severa crisis económica que desembocó en un estallido social, provocando la disolución de la Alianza.